# Klaus Bahlsen
Klaus Bahlsen (* 23. April 1908 in Hannover; † 15. Dezember 1991 ebenda) war ein deutscher Kaufmann, Fabrikant und Sohn des Unternehmensgründers Hermann Bahlsen. Er machte zahlreiche große Schenkungen an die Stadt Hannover und die Gemeinde Uffing am Staffelsee in Oberbayern. Zusammen mit seiner Ehefrau Rut Bahlsen rief er die Rut-und-Klaus-Bahlsen-Stiftung ins Leben, eine der großen privaten Stiftungen in Deutschland.

## Leben
Als jüngster Sohn von Hermann Bahlsen absolvierte Klaus eine Banklehre in Hamburg. Darauf aufbauend studierte er Wirtschaftswissenschaft an den Universitäten München und Kiel.
1930 trat Klaus Bahlsen in das Familienunternehmen ein, um von hier aus Studienreisen durch Europa und die USA zu unternehmen. Anschließend wurde er Mitglied der Geschäftsführung in den Bereichen Finanzen, Produktion und Rezepte. Seine Brüder Hans Bahlsen und Werner Bahlsen waren ebenfalls im Unternehmen tätig. Zu Beginn der NS-Herrschaft war Bahlsen förderndes Mitglied der SS, die er bis 1935 finanziell unterstützte. Am 4. November 1941 beantragte er die Aufnahme in die NSDAP und wurde zum 1. Januar 1942 aufgenommen (Mitgliedsnummer 8.945.678).
Neben den betrieblichen und berufsständischen Tätigkeiten verfolgte Klaus Bahlsen vielfältige andere Interessen. Da die Ehe mit seiner Frau Rut Bahlsen (1901–1988), Künstlername: Björkman, kinderlos blieb, gründete das Paar 1972 die Rut-und-Klaus-Bahlsen-Stiftung, die neben sozialen und kulturellen Bereichen Projekte aus Naturschutz, Medizin und Städtebau fördert.
1983 ernannte Uffing am Staffelsee Klaus Bahlsen zum Ehrenbürger der Gemeinde.
Klaus Bahlsen starb 1991 in Hannover und wurde in seiner zweiten Heimat beigesetzt, der Gemeinde Uffing am Staffelsee in Oberbayern.

## Rut-und-Klaus-Bahlsen-Stiftung
1972 gründete das Ehepaar in Hannover die Rut-und-Klaus-Bahlsen-Stiftung mit Sitz in Hannover. Die gemeinnützige, bundesweit tätige Stiftung gehört zu den großen privaten in Deutschland (Vermögen rund 100 Millionen Euro) und hat ein jährliches Fördervolumen von ca. 1,0–2,0 Millionen Euro. Vorsitzender des Vorstands ist Jürgen Seja (2018).

## Schenkungen

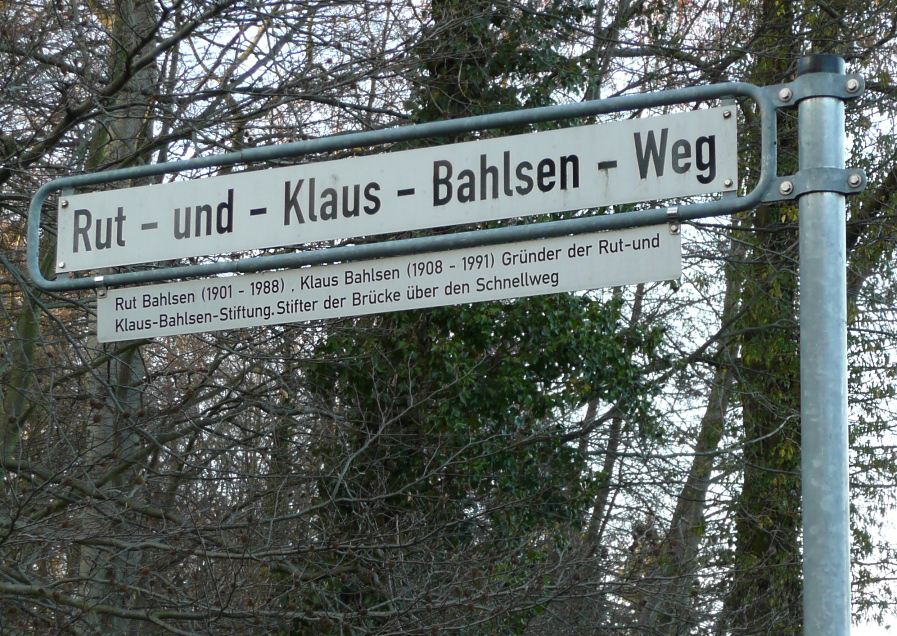
Rut-und-Klaus-Bahlsen-Weg in der Eilenriede in Hannover

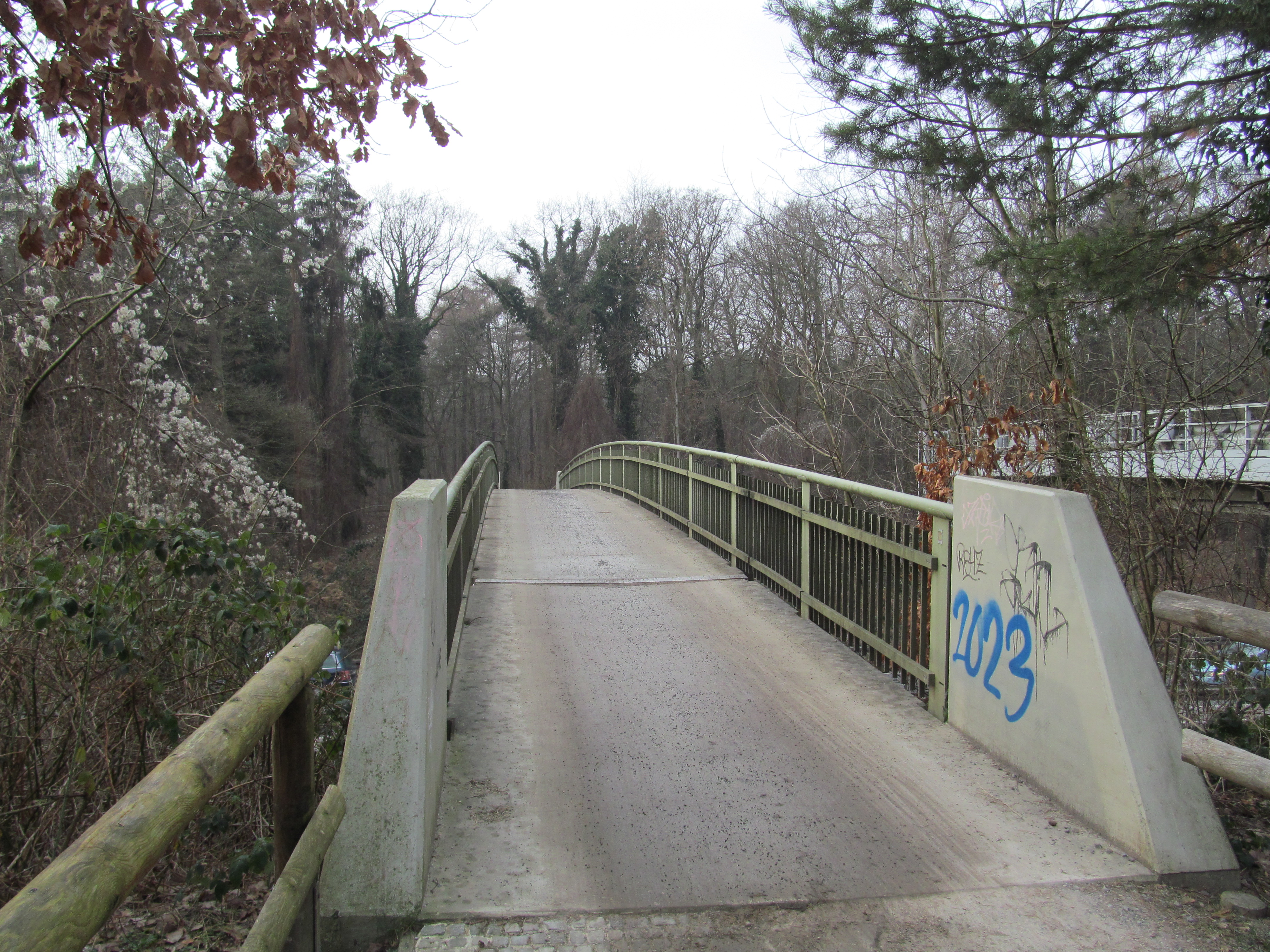
Die Rut-und-Klaus-Bahlsen-Brücke als Fußgängerbrücke über den Messeschnellweg

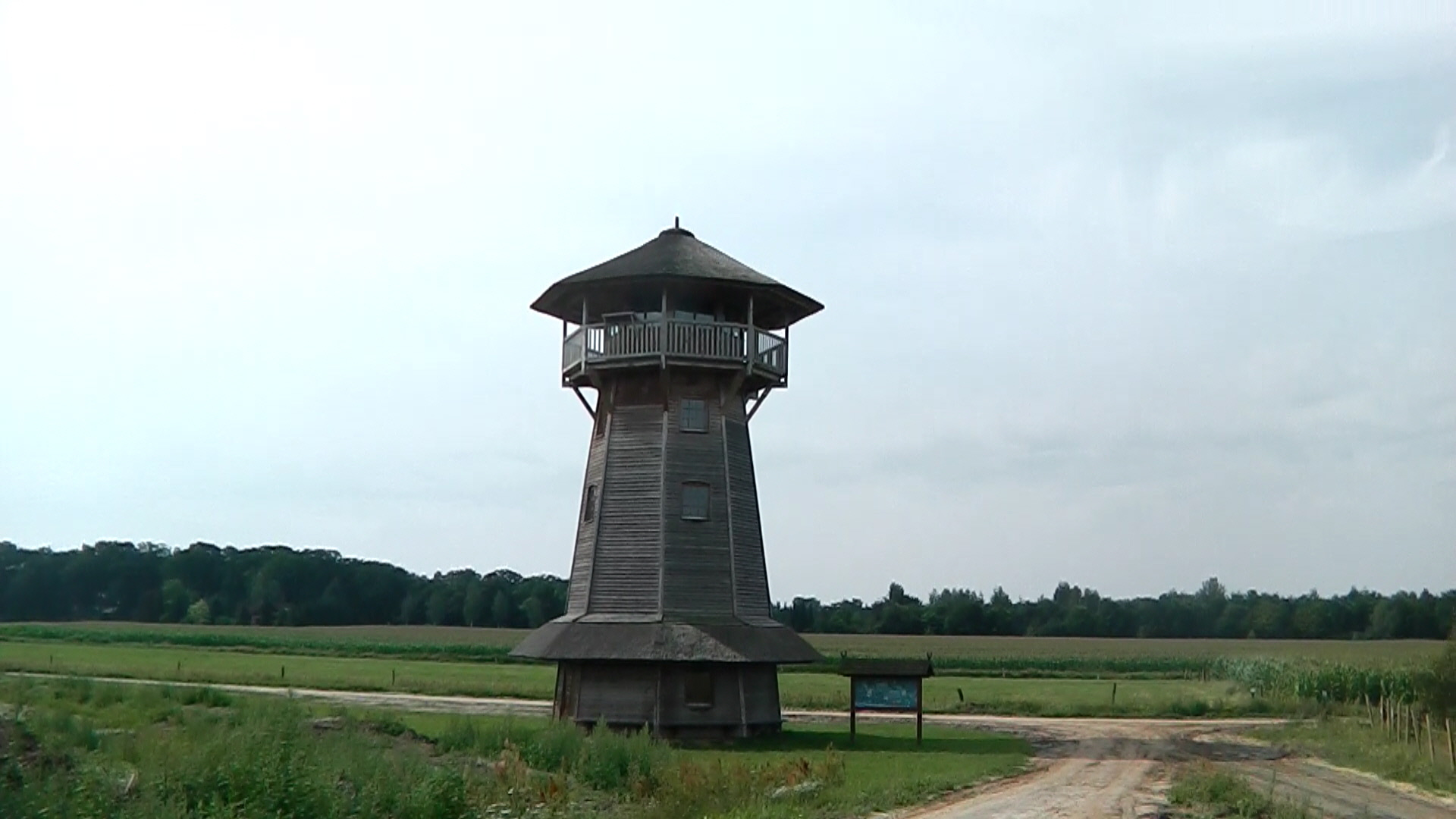
Klaus-Bahlsen-Turm bei Nienwalde

### An die Stadt Hannover
Das Ehepaar schenkte der Stadt Hannover:
- 1990 eine Fußgängerbrücke über den Messeschnellweg, die 2004 in Rut-und-Klaus-Bahlsen-Brücke benannt wurde
- 1996 den von Ludger Gerdes gestalteten Bahlsen-Brunnen (Klaus-Bahlsen-Brunnen) auf dem Trammplatz

### An die Gemeinde Uffing
- Klaus Bahlsen vermachte seiner zweiten Heimatstadt einen Millionenbetrag.

## Weitere Namensgebungen
- 2004 begann im WABE-Zentrum – Klaus-Bahlsen-Haus an der Fachhochschule Osnabrück die ganzheitliche Produktion ökologischer Lebensmittel
- 2005 wurde die Rut-und-Klaus-Bahlsen-Brücke über den Messeschnellweg nach dem Paar benannt,
- 2005 ebenfalls der von der Kleestraße zur Brücke führende Rut-und-Klaus-Bahlsen-Weg.
- 2007 wurde im Naturschutzgebiet Obere Seegeniederung bei Nienwalde der Aussichtsturm Klaus-Bahlsen-Turm eingeweiht.
- 2008 eröffnete die Stadt Hannover im April zum 100sten Geburtstag von Klaus das Klaus-Bahlsen-Haus, ein neuartiges Pflegeheim in Hannover-Kleefeld.
- 2011 ist im Heideviertel von Hannover das Rut-Bahlsen-Zentrum als integrative Kindertagesstätte erstellt worden.[5]